# 시리풋 꾼노이
시리풋 꾼노이(태국어: ศิริภุช กุลน้อย, 1993년 7월 17일~)는 태국의 역도 선수로 본명은 랏띠깐 꾼노이(태국어: รัตติกาล กุลน้อย)이다. 2012년 하계 올림픽 여자 라이트급 종목에서 동메달을 획득했으며 세계 선수권 대회에서 동메달 1개를 획득했다.